# لن الچرچ
لن الچرچ (انگلیسی: Len Allchurch; ۱۲ سپتامبر ۱۹۳۳ – ۱۶ نوامبر ۲۰۱۶) بازیکن فوتبال اهل بریتانیا بود.
از باشگاه‌هایی که در آن بازی کرده‌است می‌توان به باشگاه فوتبال استوک‌پورت کانتی، باشگاه فوتبال شفیلد یونایتد، و باشگاه فوتبال سوانزی سیتی اشاره کرد.
وی همچنین در تیم ملی فوتبال ولز بازی کرده‌است.